# Гербы населённых пунктов Хабаровского края
Список гербов муниципальных образований Хабаровского края Российской Федерации.
На 1 января 2013 года в Хабаровском крае насчитывалось 233 муниципальных образования — 2 городских округа, 17 муниципальных районов, 23 городских поселения и 191 сельское поселение.

## Гербы городских округов
| Герб | Наименование                                        | Дата утверждения | Номер в ГГР |
| ---- | --------------------------------------------------- | ---------------- | ----------- |
|      | Герб городского округа «Город Хабаровск»            | 21 марта 2017    |             |
|      | Герб городского округа «Город Комсомольск-на-Амуре» | 30 декабря 1994  | 969         |

## Гербы городских поселений
| Герб | Наименование                                                                                 | Дата утверждения | Номер в ГГР |
| ---- | -------------------------------------------------------------------------------------------- | ---------------- | ----------- |
|      | Герб городского поселения «Город Амурск» Амурского муниципального района                     | 24 февраля 2011  | не внесён   |
|      | Герб городского поселения «Николаевск-на -Амуре» Николаевского муниципального района         | 24 декабря 2001  | 952         |
|      | Герб городского поселения «Посёлок Охотск» Охотского муниципального района                   | 1976             | не внесён   |
|      | Герб городского поселения «Город Советская Гавань» Советско-Гаванского муниципального района | 14 сентября 2005 | 2626        |

## Гербы сельских поселений
| Флаг | Наименование                                                                  | Дата утверждения | Номер в ГГР |
| ---- | ----------------------------------------------------------------------------- | ---------------- | ----------- |
|      | Герб Елабужского сельского поселения Хабаровского муниципального района       | 16 апреля 2010   | 6238        |
|      | Герб Иннокентьевского сельского поселения Николаевского муниципального района | 20 июля 2009     | 5740        |